# VV Zaamslag
VV Zaamslag is een voetbalclub uit Zaamslag, in de regio Zeeuws-Vlaanderen van de Nederlandse provincie Zeeland. De club is opgericht op 17 april 1950 en speelt op sportpark 't Durp in Zaamslag. Het eerste elftal komt uit in de Derde klasse zaterdag (2020/21). De clubkleuren zijn groen-wit.

## De club
VV Zaamslag heeft seizoen 2022/23 twaalf actieve elftallen ingeschreven bij de KNVB. Bij de mannensenioren zijn dat drie elftallen en daarnaast één damesteam. De jeugd wordt vertegenwoordigd door acht teams, waarvan enkele in een samenwerkingsteam met VV Vogelwaarde spelen. VV Zaamslag bestaat uit ongeveer 300 actieve leden, waarvan 220 actief meespelen en 80 niet actief in competities meedoen.
In 2009 plaatsten de groen-witten zich voor de landelijke KNVB beker, omdat het de halve finale van de districtsbeker haalde. In de eerste ronde werd de club uitgeschakeld door AFC '34. In dat seizoen promoveerde het ook naar de Eerste klasse, waar het onder andere speelde tegen rivaal VV Terneuzense Boys.

## Trainers
Van 2009 tot en met 2012 stond het standaardelftal onder leiding van de Belgische trainer Kenny Verhoene, die daarna nog furore maakte met HSV Hoek.
Ad Roovers werd zijn opvolger. Hij trainde hiervoor het eerste elftal van VV Vogelwaarde en beschikt, als een van de weinige personen in Zeeland, over de bevoegdheid om tot de functie als assistent-trainer betaald voetbal te mogen optreden. Op 3 januari 2013 maakte de club bekend dat Ad Roovers de club per direct zou gaan verlaten.
| Jaren       | Naam                     |
| ----------- | ------------------------ |
| 1968 – 1975 | Ko Cornelissen           |
| 1975 – 1982 | Ad Versluys              |
| 1982 – 1985 | Gerrit Emans             |
| 1985 – 1990 | Ben Pauwels              |
| 1990 – 1990 | Jan de Block             |
| 1991 – 1991 | Kees Kempe               |
| 1991 – 1993 | Wim Jansen               |
| 1993 – 1996 | Wilfried Bogaert         |
| 1996 – 1996 | Jan de Lobel             |
| 1997 – 1997 | Godert Vrijhoeven        |
| 1997 – 2000 | Nico Bakker              |
| 2000 – 2005 | Jan Dooms/Marc de Kunder |
| 2005 – 2005 | Carlo van Grimberghe     |
| 2005 – 2007 | Dennis de Nooijer        |
| 2007 – 2009 | Rinus Zegers             |
| 2009 - 2012 | Kenny Verhoene           |
| 2012 - 2013 | Ad Roovers               |
| 2013 -      | Hubert van den Hemel     |

## Competitieresultaten 1975–2023
| 2 4B |

| 6 3A |

| 2 3B |

| 3 3B |

| 8 3B |

| 8 3B |

| 7 3A |

| 10 3B |

| 10 3B |

| 10 3A |

| 2 3A |

| 3 3A |

| 4 3A |

| 10 3A |

| 11 3A |

|  |

| 7 4A |

| 7 4A |

| 3 4A |

| 6 4A |

| 7 4A |

| 11 4A |

| 12 3A |

| 8 4A |

| 1 4A |

| 12 3A |

| 1 4A |

| 1 3A |

| 10 2E |

| 5 2E |

| 7 2E |

| 6 2E |

| 7 2E |

| 2 2E |

| 11 1C |

| 1 2E |

| 5 1C |

| 12 1C |

| 3 2E |

| 13 1C |

| 3 2E |

| 8 2E |

| 13 2E |

| 4 3A |

| 4 3A |

| 7 3A |

| 10 3A |

| 12 3A |

| -- 3A |

| Eerste klasse | Tweede klasse | Derde klasse | Vierde klasse |

In elke staaf van de grafiek staat van boven naar beneden vermeld: 
- Eindnotering

Dit is de positie die de club heeft bereikt in de competitie, zonder eventuele beslissings-, play-off- of nacompetitiewedstrijden die nodig zijn geweest om bijvoorbeeld de kampioen van de competitie te bepalen.
Indien een * achter het getal staat is de notering een tussenstand en kan het zijn dat de notering niet overeenkomt met de uiteindelijke eindstand van de competitie.
Staat er een - dan is het seizoen nog bezig en is er geen definitieve uitslag bekend.
Staat er xx op de positie van de notering, dan heeft de club vroegtijdig de competitie verlaten. Dit kan onder andere komen door terugtrekking van het team, faillissement van de club of door een uitgedeelde straf van de KNVB. In veel gevallen staat elders in het artikel de reden vermeld.
Staat er een ? dan is het resultaat uit het verleden onbekend, en is alleen de competitie of het niveau bekend van dat seizoen.
In de seizoenen 2019/20 en 2020/21 werd wegens de coronacrisis het amateurvoetbal afgebroken. Daardoor kennen deze staven geen eindklassering (middels -- weergegeven).
- Competitieniveau en afdelingsletter of Officiële eindstand Eredivisie
  - Competitieniveau en afdelingsletter

Hierbij geeft het getal het niveau weer, dat ook terug te vinden is in de legenda. De letter is de afdelingsaanduiding en wordt gebruikt wanneer er meer afdelingen zijn op hetzelfde niveau. De afdelingsletter is altijd een hoofdletter en wordt meestal zonder nummer gebruikt.
Voorbeeld: 2F is niveau 2e klasse competitie F.
Het competitieniveau en nummer wordt niet vermeld wanneer er slechts één competitie van dit niveau was.
  - Officiële eindstand Eredivisie (getal staat tussen haakjes vermeld)

Sinds de introductie van play-offwedstrijden voor Europees voetbal na afloop van de reguliere competitie in 2005/06, is de KNVB verplicht een eindstand van de Eredivisie door te geven aan de UEFA aan de hand van deze play-offwedstrijden.
Bij deze eindstand staan clubs die zich hebben gekwalificeerd voor Europees voetbal hoger dan clubs die zich niet wisten te kwalificeren. Indien er geen verschil was tussen de eindnotering en de officiële eindstand, staat dit getal niet vermeld.

- Onderafdeling

Hier staat afgekort de naam van de onderafdeling indien de club in dat jaar in een onderafdeling uitkwam. Tevens staat deze afkorting in de legenda en wordt gelinkt naar het artikel over deze onderafdeling. Deze afkorting wordt alleen vermeld wanneer de club in het verleden in verschillende onderafdelingen heeft gespeeld. Deze vermelding is in de staaf altijd in kleine letters. Deze onderafdelingen zijn na het seizoen 1995/96 afgeschaft. Heeft de club in slechts één onderafdeling gespeeld, dan is dit alleen terug te vinden in de legenda.
Onder de staaf staat het jaartal vermeld waarin het seizoen is afgesloten. 15 verwijst naar het seizoen 2014/15 of eventueel het seizoen 1914/15.
Wanneer een staaf leeg is, zijn deze gegevens niet bekend. Het kan ook zijn dat de club dat seizoen niet heeft meegespeeld op het hogere amateurniveau, vroegtijdig de competitie heeft verlaten of uit de competitie is gezet.

In het seizoen 1944/45 was er wegens de Tweede Wereldoorlog geen regulier competitievoetbal.
FC Axel · Corn Boys · HBC '22 · HSV Hoek · RKVV Koewacht · VV Philippine · RIA-W · VV Spui · VV Terneuzen · VV Terneuzense Boys · VV Zaamslag 

Voormalig: VV Axel · AZVV · VV Biervliet · VV Sluiskil